# Поплін
Поплі́н (фр. popeline, від італ. papalino — «папський», оскільки вперше начебто був вироблений у резиденції папи в Авіньйоні) — шовкова, напівшовкова, бавовняна або з хімволокон дрібно рубчаста тканина полотняного переплетення. Буває вибіленим, гладко фарбованим і вибивним. Використовують поплін для пошиття жіночих блузок, чоловічих сорочок і як підкладковий матеріал.
Але найчастіше поплін використовують у виробництві постільної білизни. Причому білизна, як правило, виготовляється з 100%-ї бавовни.
Поплінова постільна білизна має ряд безсумнівних переваг: вона добре зберігає форму і колір, має приємну на дотик поверхню, добре утримує тепло і вбирає вологу, майже не мнеться. Окрім цього, комплекти постільної білизни з попліну не вимагають спеціального догляду: їх можна прати в пральній машині при температурі до + 60˚ С і прасувати при температурі до + 110˚ С. Поплінова тканина гіпоалергенна, відповідає усім європейським екологічним стандартам. І, нарешті, така постільна білизна при усіх своїх високих експлуатаційних якостях коштує відносно недорого.